# NGC 2379
NGC 2379 je galaksija u zviježđu Blizancima.

## Vanjske poveznice
- SEDS: NGC 2379